# Kim Ung-Yong
Kim Ung-Yong (nascido em 8 de março de 1962) é um engenheiro civil sul coreano. Encontra-se no Livro Guinness dos Records, na categoria "QIs mais altos"; estima-se que seu QI alcance 210 pontos.
Com pouco tempo de nascido, Kim começou a mostrar extraordinárias habilidades intelectuais. Começou a falar aos 6 meses, podendo conversar fluentemente com 1 ano de idade, e foi capaz de ler japonês, coreano, alemão e inglês em seu terceiro ano de vida. Em 2 de novembro de 1967, então, com cinco anos de idade, resolvia cálculos integrais e diferenciais. Algum tempo depois, demonstrou em um programa para a televisão japonesa sua habilidade para compreender os idiomas chinês, espanhol, vietnamita, tagalo, alemão, inglês, japonês e coreano. Sendo ainda um garoto, Kim também se dedicou a escrever poesia, sendo também um excepcional pintor.
Kim foi um estudante convidado de física na Universidade Hanyang dos 4 aos 5 anos de idade, sendo aos 8, convidado pela NASA para terminar seus estudos nos Estados Unidos. Terminou seus estudos universitários, conseguindo um doutorado em física na Universidade Estadual de Colorado, antes de completar os 16 anos. Em 1974, durante seu período universitário, começou seu trabalho de investigação na NASA, até 1978, quando voltou a Coreia do Sul.
Na Coreia, decidiu frequentar uma universidade local e mudou sua especialização em física, para engenharia civil. Conseguindo o doutorado neste campo, seguindo adiante, até tornar-se em um proeminente estudioso publicando, pelo menos, 90 artigos.